# Noč'
Noč' (in russo Ночь?) è il quarto album in studio del gruppo musicale rock sovietico Kino pubblicato nel 1986.

## Tracce
Testi e musiche di Viktor Coj.
1. Видели ночь (Videli noč') – 3:09
2. Fil'my (Фильмы) – 4:54
3. Tvoj nomer (Твой номер) – 3:29
4. Tanec (Танец) – 4:33
5. Noč' (Ночь) – 5:29
6. Poslednij geroj (Последний герой) – 2:15
7. Žizn' v stëklach (Жизнь в стёклах) – 3:22
8. Mama-anarchija (Мама-анархия) – 2:44
9. Zvëzdy ostanutsja zdes' (Звёзды останутся здесь) – 3:37
10. Igra (Игра) – 5:01
11. My chotim tancevat' (Мы хотим танцевать - eseguito dal gruppo Mladšie brat'ja) – 4:09

Durata totale: 42:42

## Formazione
- Victor Tsoi - voce principale, chitarra
- Jurij Kasparjan - chitarra solista, voce
- Aleksandr Titov - basso elettrico
- Georgij Gurjanov - percussioni, Backing Vocals
- Igor' Butman - sassofono
- Mladšie brat'ja - voce
- Andrej Tropillo - flauto, voce